# ヒマティオン
ヒマティオン（himation）は、キトンの上に着る古代ギリシアの一枚布を使ったワンピース型の上着の総称。古代ローマのトガの原型。
羊毛（冬）や麻（夏）などで織られた縦1.4メートル前後横幅3から4.5メートルの長方形の四方に錘を下げた一枚布を体型にあわせて大きくひだ（ドレープ）を寄せて、原則的にベルトやピンなどを使わず着付けるもの。中国産の厚い絹織物をほどいて織りなおした薄い絹製のヒマティオンも王族などに見られた。
女性はキトンやペプロスといったワンピース型の衣服に重ねてショールやヴェールのようにも用いたが、男性はトゥニカの上に重ねるほか直接体に巻きつけて用いることもあった。
通常時に着るヒマティオンは足首が露出する程度の長いものだが、羊飼いや、狩猟などのスポーツ用もしくは旅行用のヒマティオンはクラミスとも呼ばれる丈の短いものであった。女性やある程度富裕な男性は外套として用いたが、貧困層や哲学者は素肌に直接まとった。
また、ブランケットのように就寝時に体を覆う用途に充てたほか、経帷子として死体を覆う用途にも充てた。
後に、ローマにわたりトガの原型になったといわれる。女性の場合は、ほぼ同型のものをパルラと呼んで使った。